# Intimidade entre Estranhos
"Intimidade Entre Estranhos" é o terceiro álbum do cantor brasileiro Roberto Frejat, lançado em 2008 pela Warner Music Brasil.

## Composição
Dando continuidade na carreira individual de Roberto Frejat, as composições das canções do álbum são do primeiro grupo de novas composições do artista desde 2003.
As canções são sobre os romances na vida urbana. Roberto Frejat afirma que o álbum consegue refletir bem a sua percepção do mundo no momento do lançamento do álbum.
| “ | Acho que o disco consegue refletir muito bem a minha percepção do mundo como cantor, compositor e guitarrista neste momento. | ” |
|   | — Roberto Frejat, http://www.warnermusic.com.br/portal/newswindow.aspx?21.                                                   |   |

As canções foram escritas com Zé Ramalho em "Tua Laçada", com Zeca Baleiro em "Nada Além", com Paulo Ricardo em "Controle remoto", com Flávio Oliveira em "Eu Só Queria Entender", com Gustavo Black Alien em "Eu Não Quero Brigar Mais Não", com Leoni em "Intimidade entre estranhos", com Alvin L em "Fragmento", com Maurício Barros e Bruno Levinson em "Tudo de Bom", com Mauro Santa Cecilia e Maurício Barros em "Dois Lados", com Ezequiel Neves em "O Céu Não Acaba", uma canção feita para a peça "Rei dos Escombros", e com Martha Medeiros "Farol".

## Faixas
1. "Controle Remoto" - 3:29 [2]
2. "Nada Além" - 3:50
3. "Tua Laçada" - 3:12
4. "Eu Não Quero Brigar Mais Não" - 3:44
5. "Intimidade Entre Estranhos" - 3:25
6. "O Céu Não Acaba" - 3:40
7. "Dois Lados" - 3:04
8. "Eu Só Queria Entender" - 3:35
9. "Fragmento" - 3:10
10. "Farol" - 3:02
11. "Tudo De Bom" - 3:23

## Formação
canções cantadas por Roberto Frejat e escritas por Roberto Frejat, Zé Ramalho, Zeca Baleiro, Paulo Ricardo, Flávio Oliveira, Gustavo Black Alien, Leoni, Alvin L, Maurício Barros, Bruno Levinson, Mauro Santa Cecilia, Ezequiel Neves e Martha Medeiros.